# Alicia Borrás
Alicia Borrás (Ciutadella de Menorca, 1945) è una modella spagnola, eletta Miss Spagna nel 1965.

## Biografia
Si affermò nel mondo della moda all'età di sedici anni, è stata eletta Miss Spagna nel 1965 diventando celebre in tutto il mondo. Partecipò ad altri concorsi di bellezza come Miss Universo 1965, e in Miss Europa giunse terza (damigella d'onore). Nel 1973 sposò il cantante di origine tedesca Carlos Bernardo Tessmar e i due decisero di trasferirsi in Italia, a Milano.
Con Cristina Barbat aiutò una fondazione per combattere la sindrome di Down